# Hosszúpereszteg
Hosszúpereszteg es un pueblo ubicado en el distrito de Sárvár, en el condado de Vas, Hungría.

## Superficie
Posee una superficie de 37,00 kilómetros cuadrados.

## Demografía
Hasta 2019 la población era de 629 habitantes, con una densidad de población de 17,00 habitantes por kilómetro cuadrado.